# 西田隆維
西田 隆維（にしだ りゅうい、1977年4月26日 - ）は、日本の元陸上競技選手、俳優。本名：西田 隆維（にしだ たかゆき）。

## 概要
栃木県足利市出身。佐野日本大学高等学校から駒澤大学に進み、大学時代に4年連続で箱根駅伝に出場。4年生の時には9区の区間新（当時）をマークし、初優勝に貢献した。ヱスビー食品、JALグランドサービスを経て、2009年2月の別府大分毎日マラソンを最後に現役引退。その後、役者として活動開始。2011年9月1日より法名でもある西田隆維（にしだ りゅうい）に改名。従兄弟の家が寺院であることから駒澤大学進学時は僧侶を志しており、2001年の世界選手権に出場した際にはTBSで「走る修行僧」のキャッチコピーがつけられた。

## 自己記録
- 5000m 13分57秒30
- 10000m 28分40秒00
- ハーフマラソン 1時間2分34秒
- 30km 1時間30分09秒
- フルマラソン 2時間8分45秒

## 主な成績
- エドモントン世界選手権 9位（日本代表）
- 第50回別府大分毎日マラソン 優勝
- 第43回熊日マラソン 1時間30分09秒（当時学生新）
- 第20回ユニバシアード ハーフマラソン銀メダル
- 第76回箱根駅伝 駒澤大学初優勝 9区 1時間9分00秒 区間賞（当時区間新）

## 芸歴

### 舞台
2010年
- 5月 「夢二」作・演出 中井由梨子
- 8月 「CHORIKO」 演出 ヨリコ ジュン
- 10月 「オンディーヌ」 演出 ペーター・ゲスナー
- 12月 「オサエロ」演出 松丸雅人

2011年
- 5月 「SAKURA」演出　松丸雅人
- 7月 「MOTHER〜特攻の母　鳥濱トメ物語〜」演出　藤森一朗

2013年
- 2月 「大空より愛を込めて」

### 雑誌
- 「Enjoy Running」（グリーンアイランド）
- 「東京マラソン09」（グリーンアイランド）
- 「Running Fun!」（主婦と生活社）
- 「ランナーズ」（アールビーズ社）
- 「サイクリングライフ」vol.2、vol. 3（八重洲出版）

### テレビ
- 「SASUKE2011」TBS
- 「別大伝説」RKB
- 「かぼすタイム」OBS
- 「第60回別府大分毎日マラソン」TBS
- 「オールスター感謝祭'11芸能人No.1決定戦SP」TBS
- 「オールスター感謝祭'12春超豪華!クイズ決定版」TBS

映画
- 「ニャチャンへ続く道」
- 「アウトレイジ」